# エルフ (オートバイ)
elf（エルフ）は、1978年から1988年までエルフ・アキテーヌによって開発、製造されたオートバイ。革新的な外観と機構はオートバイの世界にセンセーションを巻き起こした。

## elf-x
1978年に完成。設計はアンドレ・デ・コルタンツ。
フレームを持たず、エンジンブロックから前後に伸びたフロントサスペンション片持ちによるスイングアームで前後輪を支える、燃料タンクをエンジン下に配置し重心を低くするなど、当時のオートバイの基本概念を大きく逸脱した構成が特徴的。エンジンにはヤマハ TZ750のものを使用している。
1978年2月、ロードレース世界選手権F750第3戦ノガロ・サーキット（フランス）でミシェル・ルージェリーをライダーとしてデビューしたが、レース序盤にリタイヤしている。

## elf-e

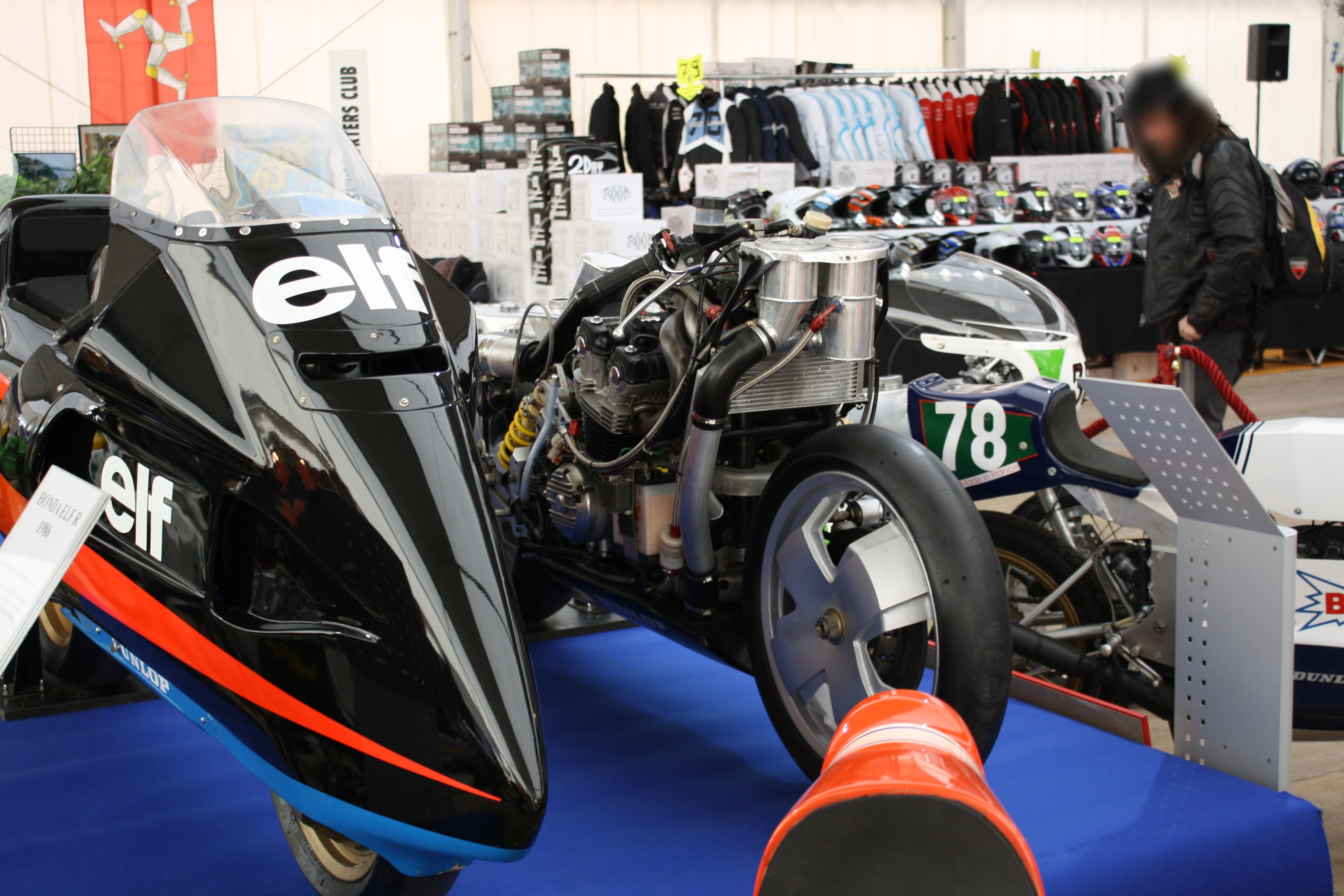
後述のelf-R(左側)およびelf-e(右側)

ロードレース世界選手権から750ccクラスが無くなったため、世界耐久選手権に参戦することになった。
本田技研工業との協力関係が築かれ、エンジンはホンダ CB900FベースのRS1000が使用されている。

## elf-2

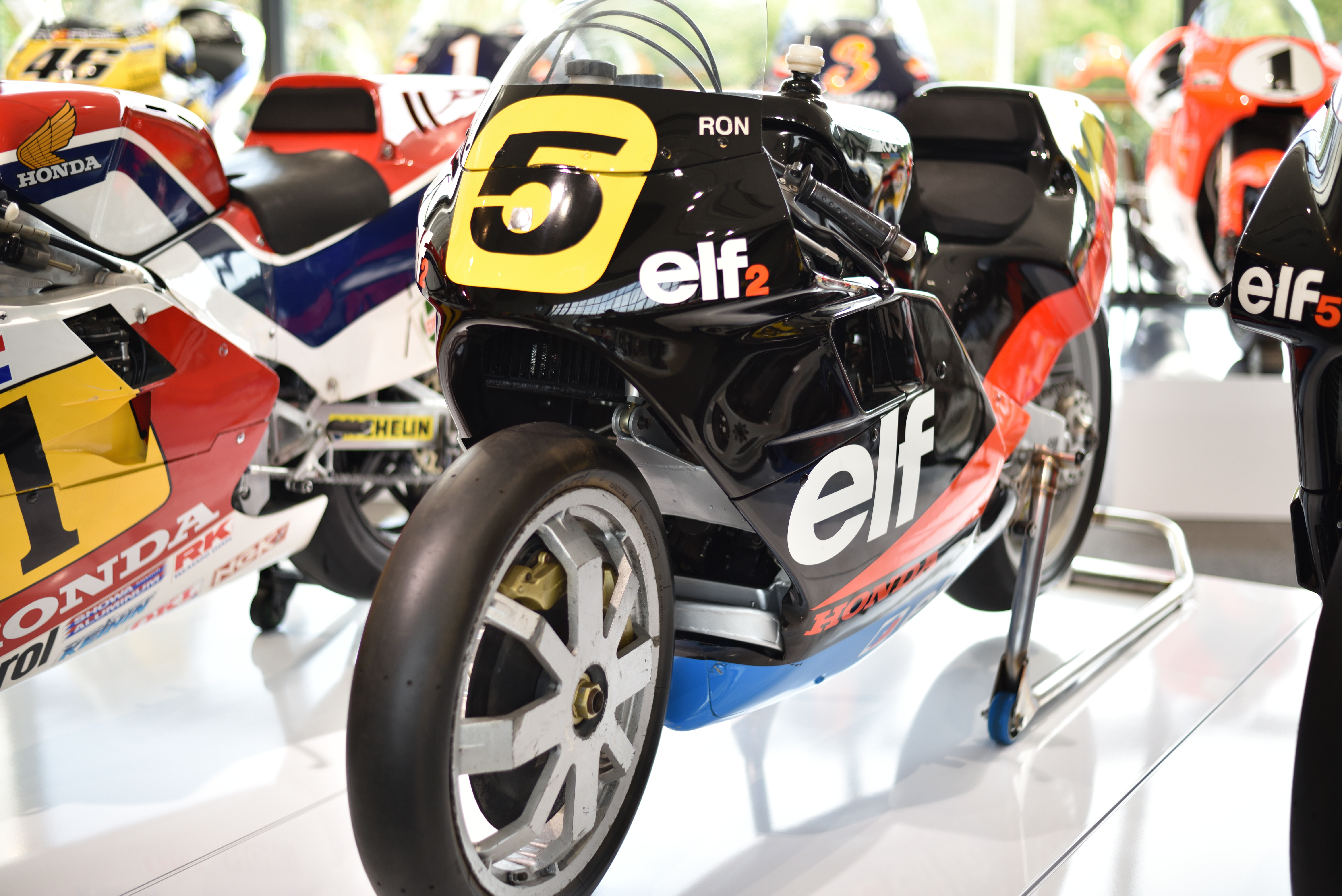
elf-2最終型(ホンダコレクションホール所蔵車両)

1984年登場。ロードレース世界選手権GP500クラス参戦マシン。
ホンダ・RS500Rのエンジンを使用。

## elf-3

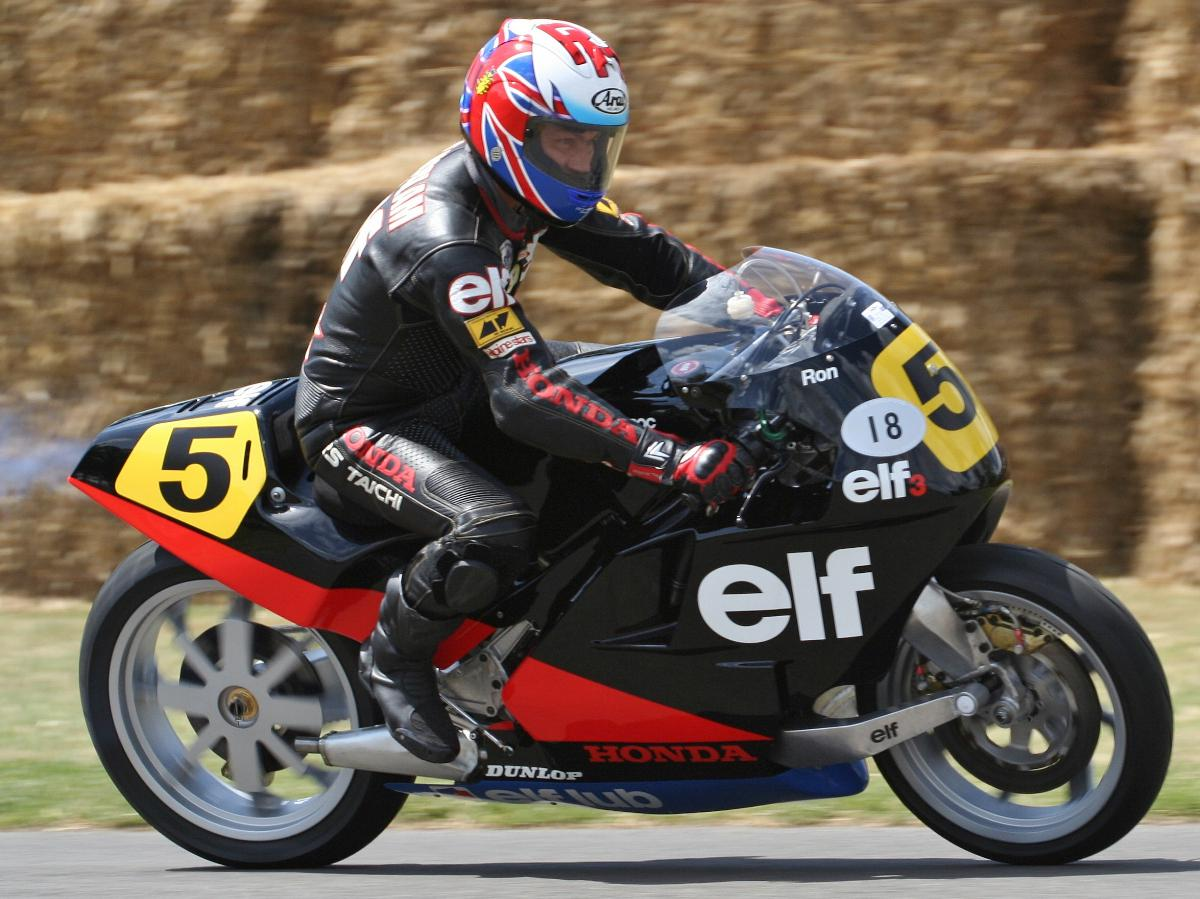
ロン・ハスラムによるelf-3デモンストレーション(2013年)

1986年登場。プロジェクトのリーダーがダニエル・トレマに交代となる。

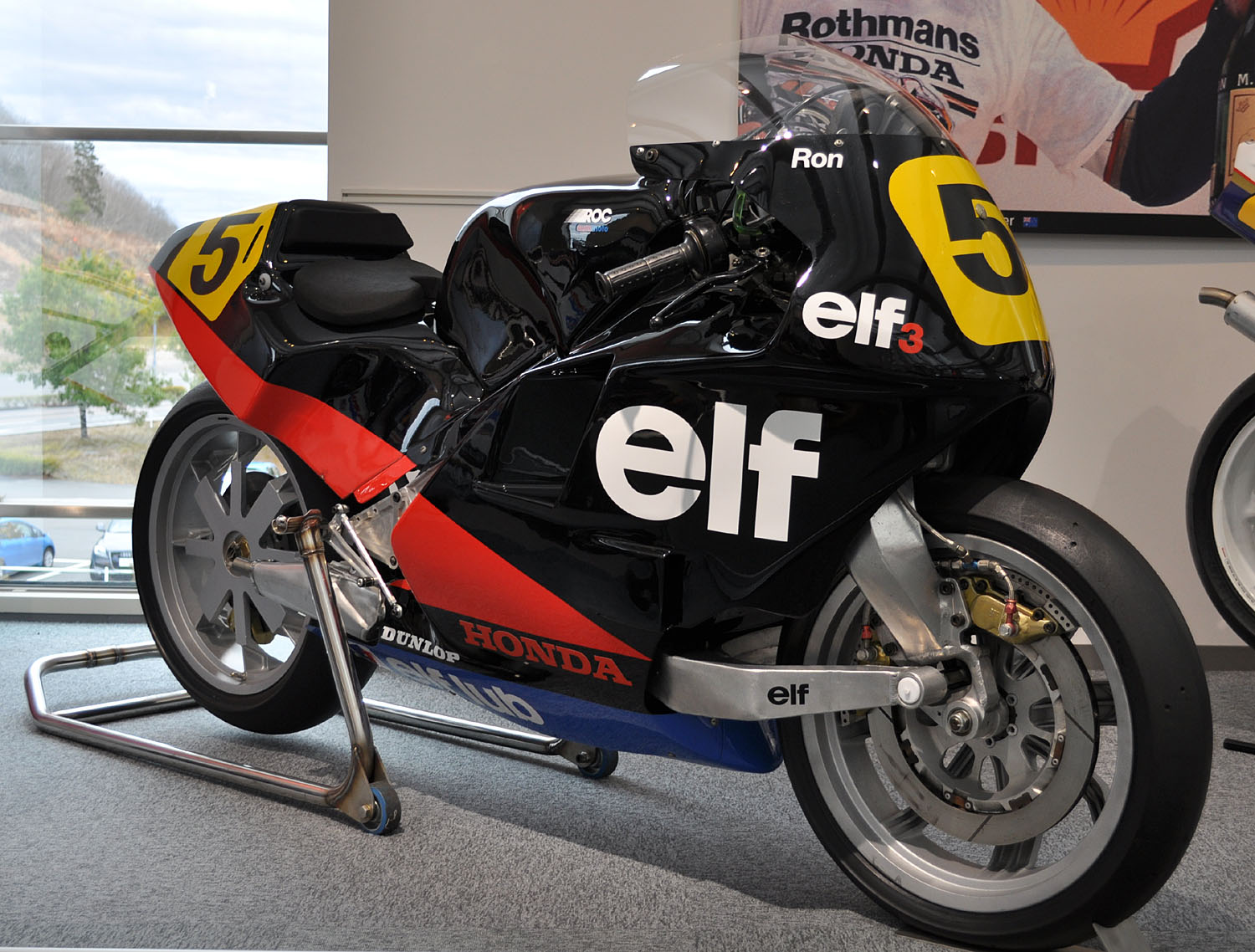
elf-3(ホンダコレクションホール所蔵車両)

エンジンはホンダ・NS500のものを使用。

## elf-r
速度記録車。
1986年9月に、ナルド・サーキット(イタリア)で当時の最高速度記録312km/hを樹立した。

## elf-4

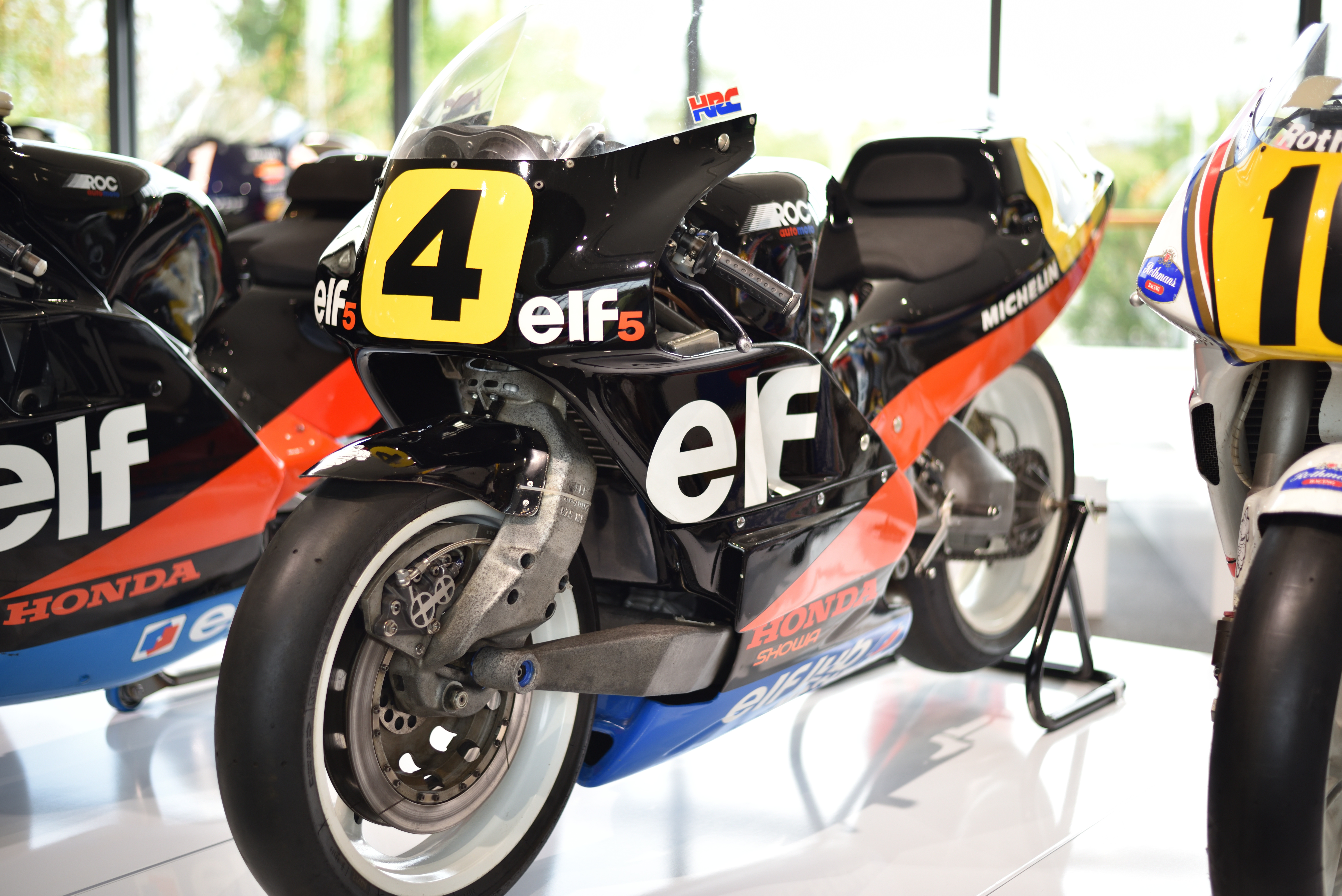
elf-5(1988年のロン・ハスラム車)ホンダ・コレクションホール所蔵車両

## elf-5
エンジンはNSR500の物を使用。そのためチャンバーの取り回しはNSR500と同様である。

## ホンダとの関係
上述のように本田技研工業とは協力関係にあり、エンジンの提供を受けている他、本田技研工業側もelfが持つサスペンションに関する特許の使用権を購入しており、VFR400R（1986年発売）、VFR750R(RC30)（1987年発売）、ホンダ・ブロス（1988年発売）などに採用されている。またelf-e,2,3,4,5に関してはホンダコレクションホールに所蔵されている模様。

## 参考書籍
- 『革新のエルフ・プロジェクト奇才アンドレ・ドゥ・コルタンツが描いたフレームレス&片持ちサスマシンの挑戦: elf-project』三栄書房、2017年。ISBN 978-4-7796-3301-0。
- 『ふたり鷹 ファンブック』モーターマガジン社、2017年。ISBN 978-4-8627-9433-8。